# Firmus (Africa)
Firmus wierp zich in het West-Romeinse Rijk, meer speciaal in de Romeinse provincie Africa, tussen ongeveer 372 en 375 op als tegenkeizer van Valentinianus I. Hij werd verslagen door de Romeinse generaal Flavius Theodosius. 
Firmus kwam uit de provincie Africa en was de zoon van Nubel, een plaatselijke vorst. Firmus was  de broer van Gildo, Mascezel, Zamma (Sammac), Mazuca en Dius. Cyria was Firmus' zuster. Flavius Theodosius, de vader van keizer Theodosius I, kwam in 373 naar Noord-Afrika om daar de ontrouwe gouverneur Romanus gevangen te nemen. Naar het schijnt lagen Romanus en Firmus toen ook onderling al met elkaar overhoop. Firmus was al eerder in opstand gekomen tegen Romanus en werd daarbij tot keizer uitgeroepen (de exacte datum wanneer is echter onduidelijk). Firmus en Flavius Theodosius kwamen niet met elkaar tot overeenstemming. Het conflict speelde zich voornamelijk af in de provincies Mauretania Caesariensis en Mauretania Sitifensis. Toen duidelijk werd dat hij verslagen was en in handen zou vallen van Flavius Theodosius, pleegde Firmus zelfmoord. 
In dit conflict stelde zijn eigen broer Gildo zich aan de zijde van de Romeinen. Ruim twintig jaar later zou ook Gildo tegen het West-Romeinse rijk in opstand komen en door zijn broer Mascezel worden verslagen. 